# Split (bowling)
Pour les articles homonymes, voir Split (homonymie).
Au bowling, un split est un terme désignant après le premier lancer de quilles, un espace entre deux quilles ou plus.
Ils sont généralement considérés comme étant mauvais car ils rendent difficile le fait de faire un spare.
La meilleure technique pour faire un spare est de frapper l'une des quilles en la faisant venir contre l'autre quille.

## Images de split

Un 7-10 split.
Un 6-7 split.
Un 4-10 split.

## Le 7-10 split
C'est le plus mauvais split existant car la technique n'est pas simple pour espérer faire un spare.
La technique est de frapper à droite la quille à droite ou de frapper à gauche la quille à gauche.
Cependant, les résultats dépendent surtout de la qualité du lancer.